# Nederlandse kampioenschappen marathonschaatsen op natuurijs 2009
De Nederlandse kampioenschappen marathonschaatsen op natuurijs 2009 werden op 8 januari 2009 verreden op de Oostvaardersplassen in Flevoland. Het was voor het eerst in ruim twaalf jaar dat deze wedstrijd door kon gaan.

## Aanloop
Op 31 december 2008 maakte de KNSB bekend dat er op 6 of 7 januari 2009 voor de tiende keer een kampioenschap gehouden kon worden. De KNSB maakte op 5 januari bekend dat het NK daadwerkelijk verreden zou worden op donderdag 8 januari op de Oostvaardersplassen nabij Lelystad. De laatste keer was in 1996 in Ankeveen. Reden voor deze keus is dat hier het ijs het dikst was. De dagen voor het NK mocht er niet worden gereden op het parcours, om te zorgen dat de kwaliteit van het ijs optimaal zou zijn tijdens het NK.

## Veteranen
De veteranen vertrokken 's ochtends om 8 uur voor 75 kilometer. De eerste 10 kilometer was geneutraliseerd vanwege dichte mist. Arnold Stam demarreerde uit een kopgroepje en ging solo over de finish, voor Arjan Bakker en Kurt van de Nes.

## Vrouwen
Om 10.30 uur klonk het startschot voor de dames, die 60 kilometer (14 rondjes van 4,3 km) af moesten leggen. De mist was nog niet helemaal gaan liggen en daardoor ontstond er een ingewikkelde strijd, waar het peloton de verschillende weggesprongen koplopers zelden konden zien. Uiteindelijk slaagde niemand er in om weg te blijven uit het peloton en dus kwam er een massasprint. In die massasprint ging favoriete Daniëlle Bekkering op kop, maar zij werd ingehaald door Carla Zielman. Derde werd Andrea Sikkema.
|    | Uitslag            | Tijd    |
| -- | ------------------ | ------- |
| 1  | Carla Zielman      | 1:49.18 |
| 2  | Daniëlle Bekkering |         |
| 3  | Andrea Sikkema     |         |
| 4  | Mariska Huisman    |         |
| 5  | Margo van de Merwe |         |
| 6  | Mischa Top         |         |
| 7  | Jolanda Langeland  |         |
| 8  | Maria Sterk        |         |
| 9  | Anniek ter Haar    |         |
| 10 | Helen van Goozen   |         |

## Mannen
Om 13.00 uur klonk het startschot voor de heren, die ruim 100 kilometer (25 rondjes van 4,3) af moesten leggen. De mist was inmiddels al helemaal gaan liggen. In de massasprint gingen onder meer de favorieten Sjoerd Huisman en Arjan Stroetinga op kop. Huisman raakte nog even Stroetinga aan, maar die bleef uiteindelijk overeind.
|    | Uitslag          | Tijd    |
| -- | ---------------- | ------- |
| 1  | Sjoerd Huisman   | 2:34.52 |
| 2  | Arjan Stroetinga |         |
| 3  | Roy Boeve        |         |
| 4  | Ingmar Berga     |         |
| 5  | René Ruitenberg  |         |
| 6  | Karlo Timmerman  |         |
| 7  | Ruud Borst       |         |
| 8  | Bart de Vries    |         |
| 9  | Ruud Aerts       |         |
| 10 | Arjan Mombarg    |         |